# Дяволски зъб
Дяволският зъб (Hydnellum peckii) е практически годна за консумация, но неприятна на вкус агарикална гъба от семейство Bankeraceae.

## Разпространение и местообитание
Видът е разпространен главно в Северна Америка и Европа (Италия, Германия и Шотландия), но през 2008 г. е открит още в Иран, през 2010 г. в Корея, а през 2019 г. и на остров Фрейзър, Австралия.
Това е микоризен вид и формира взаимноизгодни взаимоотношения с различни иглолистни дървета, растящи на земята единично, разпръснати или в слети маси. Среща се често сред мъхове и постеля от борови игли.

## Описание
Плодовите тела, които растат в близост едно с друго, често се сливат и могат да достигнат поединично височина до 10,5 см, а в резултат на сливането и до 20 см. Те обикновено представляват фуниеобразна шапка с бял ръб, въпреки че формата им може да бъде силно променлива. Шапката първоначално е белезникава, но по-късно става леко кафеникава, с неравномерни тъмнокафяви до почти черни петна. В зрялост повърхността е влакнеста и жилава, люспеста, назъбена и сивокафява в горната част на шапката. Месото е бледо розово-кафяво. Стъблото е дебело, много късо и често деформирано. Въпреки че може да достигне до 5 см на дължина и 1 – 3 см на широчина, само около 0,1 до 1 см се показват от него над земята.
Младите, влажни плодови тела могат да „кървят“ с плътни яркочервени капчици, които съдържат пигмент, за който е известно, че има антикоагулантни свойства, подобни на хепарина.
Миризмата на плодовото тяло е описана като „лека до неприятна“.

## Консумация
Въпреки че плодовите тела на дяволския зъб са описани като подобни на „датски сладкиши, покрити със сладко от ягоди“, и видовете от род Hydnellum като цяло не са известни като отровни, те не са особено годни за консумация поради изключително горчивият им вкус.